# 陈铁梅
陈铁梅（1935年6月30日—2018年10月25日），男，上海人，中国科技考古学专家。北京大学考古文博学院教授。

## 生平
1935年6月30日生于上海市。1952年上海中学毕业，考入北京大学物理系。1959年毕业于苏联列宁格勒大学物理系。回国后在大连工学院任教。1961年调入北京大学技术物理系任教，1973年起在北京大学历史系考古专业任教，并于1973年至2000年任北京大学考古系科技考古实验室主任。1989年晋升为教授，1994年升任博士生导师。曾经作为访问学者赴美国、英国、德国、日本等国家进行讲学和合作研究，被聘为德国国家考古研究所通讯成员。
因病医治无效，于2018年10月25日17时07分在北京逝世，享年83岁。

## 贡献
1975年，陈铁梅在北京大学主持建立了中国第一个液体闪烁方法的碳十四年代实验室。1980年代又参加了中国第一个加速器质碳十四年代实验室的建立，以及碳十四测年用糖碳标准的制备和标定。他还创造性地用不平衡釉系和电子自旋共振方法测量了中国大量旧石器考古与古人类遗址的年代，提出了中国第一个旧石器考古年表。
曾任《第四纪研究》、《文物保护与考古科学》等杂志编委。代表性论文有《第四纪测年的进展与问题》、《古陶瓷的成分测定、数据处理和考古解释》、《感耦等离子体质谱法测定商代原始瓷中的稀土》等。2005年出版专著《定量考古学》，2008年出版《科技考古学》，2013年出版《简明考古统计学》。